# Gregorio F. Zaide
Gregorio F. Zaide (25 de mayo de 1907–31 de  octubre de 1986) fue un  historiador filipino, autor y político de la ciudad de Pagsanjan, Laguna en las Filipinas. Un multigalardonado autor, Zaide escribió 67 libros y más de 500 artículos sobre historia, está reconocido como el "Decano de los Historiógrafos filipinos." Fue uno  de los fundadores de la Asociación Internacional de Historiadores de Asia (IAHA), y presidente de la Asociación Histórica Filipina durante tres periodos. Como político, sirvió como  alcalde de su ciudad natal de Pagsanjan de 1971 a 1975.

## Biografía
Zaide nació en Pagsanjan, Laguna el 25 de  mayo de 1907. Era conocido como Goyo (hipocorístico habitual de Gregorio en lengua española) en su ciudad natal de Pagsanjan. Estuvo casado con Lily Magbanua.
Se retiró el 25  de mayo de 1964 y entró en política, ganando la Alcaldía de Pagsanjan de 1971 a 1975. Mientras ejercía como alcalde escribió un libro sobre su ciudad, 'Pagsanjan, en Historia y Leyenda', publicado en 1975 (del cual está publicado extracto en el sitio web oficial de la ciudad). El dr. Gregorio F. Zaide murió el 31 de octubre de 1986.
Gregorio Zaide  cursó educación primaria y secundaria en lengua española, cuando aún era la lengua social de las Filipinas. Se graduó valedictoriano en el Instituto de Laguna  (ahora llamado Instituto Nacional Conmemorativo Pedro Guevara) en Santa Cruz, Laguna en 1926. Obtuvo su Maestría de Artes en 1931 de la Universidad de las Filipinas en Manila, el Bachillerato de Artes y Doctorado de Filosofía en 1934 de la Universidad de Santo Tomás en Manila.
En su tiempo, fue el más viajado historiador filipino, enseñando e investigando en varias universidades e instituciones en las Filipinas y alrededor del mundo. Trabajó en la Universidad de las Filipinas Diliman en Ciudad Quezón; en las universidades de Santo Tomás, de San Beda, de Manila, y del Lejano Oriente en Manila. También enseñó e investigó en la Universidad de Hawái y alrededor de los Estados Unidos, así como en las Naciones Unidas y en Asia. Como hablante fluido de la lengua española, trabajó en México, y otros países de lengua española en Latinoamérica. Devino miembro  de Instituto Histórico de la Independencia Americana en Argentina y el Instituto Panamericano de Geografía e Historia en México.
Fue elegido presidente de la Asociación Histórica Filipina (Philippine Historical Association) y sirvió en esta responsabilidad durante tres mandatos -entre 1965-1966 y en 1971. Era  también un miembro activo de la Asociación Histórica de EE. UU. (American Historical Association) de Washington D. C.. Fue miembro de la Academia Nacional de Ciencia y Tecnología (NAST) y el Consejo de Investigación Nacional de las Filipinas (NRCP).
Fue uno  de los fundadores de la Asociación Internacional de Historiadores de Asia (IAHA). El dr. Zaide era miembro Paul Harris del Club Rotario.
En 1956 escribió el guion de la película Heneral Paua para Producciones Larry Santiago, una película sobre José Ignacio Paua, un herrero filipino-chino que llegó a general, un héroe relativamente desconocido de la Revolución Filipina.
Devino el primer profesor emérito de Historia en la Universidad del Lejano Oriente después de que se retire en 1964.

## Legado
Las ediciones más tempranas de los libros de Zaide se utilizaron como textos estándares para estudio por los estudiantes durante el inmediato periodo de posguerra de la IIGM en Filipinas, y devino muy influyente como consecuencia de su uso en la educación de la  primera generación después de la independencia filipina, y porque algunos de estos libros continúan siendo publicados en ediciones actualizadas.
Los trabajos históricos de Zaide son generalmente conocidos por su prosa animada -el laureado con el Palanca Butch Dalisay reseña que sus trabajos eran "tan fascinantes para él como chico como cualquiera de las Crónicas Marcianas de Edgar Rice Burroughs." De la  misma forma, aun así, estos trabajos son criticados como faltos en "las importantes calificaciones y matices que se deben hacer para contar la historia de nuestro pasado, como el hecho de que las historias inevitablemente tomaron partido y que era demasiado fácil dejarse seducir por la equivocada."
En particular, Zaide ha sido criticado por retratar la historia de una manera que colocó la experiencia colonial de Filipinas bajo los españoles y los estadounidenses en una luz demasiado simplista y positiva.

El historiador Ambeth Ocampo ha señalado que este "estilo" anticuado y la perspectiva era sencillamente reflejo de los historiadores de la generación de Zaide, notando: 
"Zaide puede ser anticuado para una generación que creció con los trabajos de historiadores nacionalistas Teodoro A. Agoncillo y Renato Constantino, pero siempre aprecié su trabajo de dos volúmenes ["El concurso de la historia de Filipinas"]. Puede que uno no encuentre el estilo de escritura o el punto de vista de Zaide de su gusto, pero en sus notas al pie de página le da al lector interesado las pistas para seguir en las fuentes primarias ".
Zaide era un escritor e historiador prolífico que escribió 67 libros, sus textos estuvieron adoptados como libros de texto para institutos y universidades. También fue autor de más de 500 artículos de historia publicados en diarios nacionales e internacionales y revistas académicas.
Entre sus contribuciones a la Historia filipina están los libros siguientes:
En lengua inglesa
- Una Historia Documental del Katipunan (1931)
- Historia del Katipunan (1939)
- Historia Política y Cultural Filipinas (1949)
- Grandes Acontecimientos en la Historia Filipina (1951)
- La Revolución Filipina (1954)
- José Rizal: Vida, Trabajos y Escritos (1957)
- Historia del Pueblo Filipino (1958)
- Historia Mundial (1965)
- Grandes Filipinos en la Historia (1970)
- José Rizal: el Primer Apóstol del Nacionalismo en Asia (1970)
- El Concurso de Historia Filipina (1979)
- Historia de Naciones Asiáticas (1980)
- José Rizal: Vida, Trabajos y Escritos de un Genio, Escritor, Científico y Héroe Nacional (con Sonia M. Zaide, 1983)
- Riquezas Filipinas en los Archivos de México (Titulado en lengua española)

## Premios
Zaide fue el primer asiático en ganar el Premio de Estudio de las Naciones Unidas en 1957.  El Gobierno de Filipinas le concedió el prestigioso Premio de Patrimonio Cultural en 1968.
Sus otros premios incluyen: 
- Diploma de Escritos Excepcionales sobre Héroes Nacionales Filipinos.
- Premio Especial en Historia en 1940 en el Concurso Literario de la Mancomunidad
- Diploma de Distinción por Investigación de la vida y trabajos del Dr. José Rizal, el héroe nacional filipino.
- Premio de Servicio Público Distinguido.